# Susanne Lüdemann
Susanne Lüdemann (* 1960 in Düsseldorf) ist eine deutsche Literaturwissenschaftlerin und Hochschullehrerin.

## Leben
Nach dem Abitur am Luisen-Gymnasium in Düsseldorf studierte sie Germanistik, Philosophie und Geschichte an der Universität Bonn und an der Albert-Ludwigs-Universität Freiburg. An letzterer folgte 1991 die Promotion im Fach Neuere deutsche Literatur. Von 1994 bis 2000 war sie Hochschulassistentin am Soziologischen Institut der FU Berlin und von 2000 bis 2006 wissenschaftliche Mitarbeiterin am Zentrum für Literaturforschung Berlin. Nach der Habilitation 2003 an der Universität Konstanz (Lehrerlaubnis für Neuere deutsche Literatur und Allgemeine Literaturwissenschaft) war sie von 2006 bis 2008 Koordinatorin der Forschungsstelle „Kulturtheorie und Theorie des politischen Imaginären“ in Konstanz. Von 2009 bis 2012 war sie Professorin für Germanische Studien (Professor of Germanic Studies) an der University of Chicago. Seit 2012 hat sie den Lehrstuhl für Neuere deutsche Literatur und Allgemeine Literaturwissenschaft an der LMU München inne. Sie war Leiterin des Teilprojekts „Abenteuerdiskurse zwischen Kolonialismus und Nationalsozialismus“ der DFG-geförderten Forschungsgruppe „Philologie des Abenteuers“ (2018–2024).

## Wirken
Sie gehörte 1998 (neben Eva Maria Jobst, Edith Seifert und Mai Wegener) zu den Gründerinnen des Psychoanalytischen Salons in Berlin und ist Mitglied der Psychoanalytischen Bibliothek Berlin.
Ihre Arbeitsschwerpunkte sind Grenzgebiete zwischen politischer Theorie, Literatur und Psychoanalyse sowie Geschichte der Kritik, Poetiken der Moderne, Theorie der Prosa und Recht und Raum.

## Schriften (Auswahl)
- Mythos und Selbstdarstellung. Zur Poetik der Psychoanlyse. Freiburg im Breisgau 1994, ISBN 3-7930-9104-X (Dissertation).
- Metaphern der Gesellschaft. Studien zum soziologischen und politischen Imaginären. Paderborn 2004, ISBN 3-7705-3989-3 (Habilitationsschrift).
- Jacques Derrida zur Einführung. Hamburg 2011, 2., erweiterte Auflage 2013, 3. Auflage 2017, ISBN 978-3-88506-686-6; E-Book 2019, ISBN 978-3-96060-097-8.
  - englische Übersetzung von Erik Butler: Politics of deconstruction. A new introduction to Jacques Derrida. Stanford (Kalifornien) 2014, ISBN 978-0-8047-8412-2.
- mit Edith Seifert: Jenseits von Ödipus? Psychoanalytische Sondierungen sexualpolitischer Umbrüche. Gießen 2023, ISBN 978-3-8379-3217-1.

### Herausgeberschaft
- als Herausgeberin: Der Überlebende und sein Doppel: Kulturwissenschaftliche Analysen zum Werk Elias Canettis. Freiburg 2008, ISBN 978-3-7930-9474-6.
- als Herausgeberin mit Uwe Hebekus: Massenfassungen. Beiträge zur Diskurs- und Mediengeschichte der Menschenmenge. München 2009, ISBN 978-3-7705-4908-5.
- als Herausgeberin mit Michèle Lowrie: Between Exemplarity and Singularity: Thinking Through Particulars in Philosophy, Literature, and Law. Abingdon 2015, ISBN 978-1-138-02049-8.
- als Herausgeberin mit Thomas Vesting: Was heißt Deutung? Verhandlungen zwischen Recht, Philologie und Psychoanalyse. Paderborn 2017, ISBN 3-7705-5964-9.